# Gaz nośny (chromatografia)

Schemat chromatografu gazowego
1 – butla ciśnieniowa z gazem nośnym, 2 – dozownik, 3 – kolumna, 4 – detektor płomieniowo-jonizacyjny (FID z butlami gazów do palnika), 5 – chromatogram

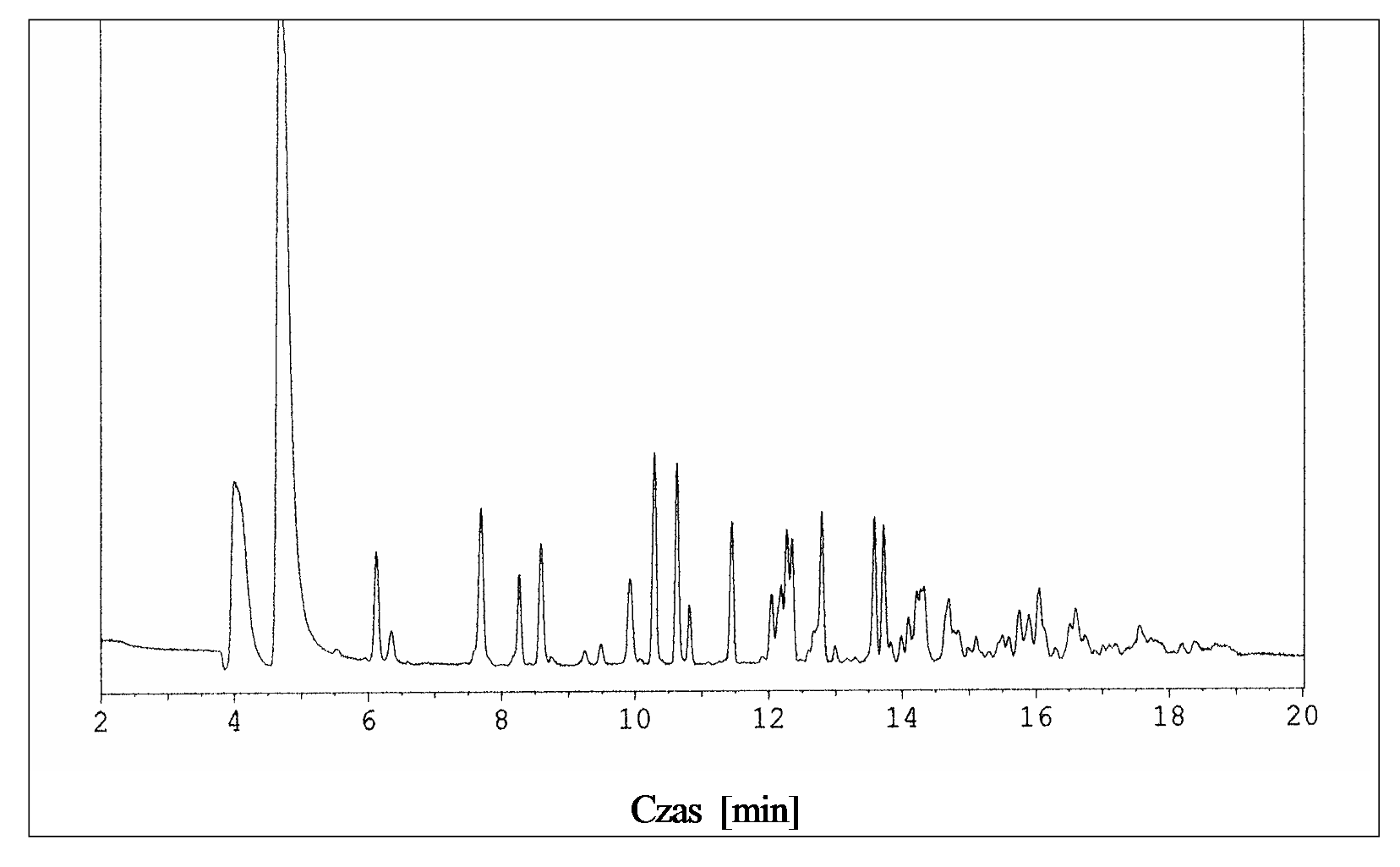
Chromatogram przemysłowego gazu odlotowego (przykład)

Gaz nośny – gaz stosowany w chromatografii gazowej w celu wymywania (elucji) związków chemicznych z kolumn chromatograficznych.
Od warunków tego procesu zależą możliwości wykonywania analiz składu próbek badanych mieszanin oraz badań równowag procesów fizykochemicznych, jak adsorpcja lub kataliza.
Najczęściej stosowane są: hel, argon i wodór. Rodzaj, czystość i prędkość przepływu gazu nośnego wpływają między innymi na:
- czas analizy i niezbędną długość kolumny
- położenie dolnej granicy detekcji składników analizowanych próbek
- dokładność wyników pomiarów fizykochemicznych, na przykład wyznaczania izoterm adsorpcji „metodą profilu” piku.

## Zasada chromatografii gazowej
Chromatografia gazowa jest metodą analizy mieszanin związków chemicznych, które są gazami w temperaturze analizy. Badaną próbkę wprowadza się (w jak najkrótszym czasie) do strumienia gazu nośnego (fazy ruchomej), który przepływa przez kolumnę chromatograficzną. Kolumny zawierają fazę stacjonarną – sorbent stały lub trudno lotną ciecz – w postaci filmu pokrywającego ścianki kolumn kapilarnych lub ziarna nośnika. Prędkość przemieszczania się cząsteczek analitów przez kolumnę jest zależna m.in. od sił ich oddziaływań z fazą stacjonarną, temperatury wrzenia i współczynnika dyfuzji w gazie nośnym. Wypływający z kolumny gaz jest kierowany do detektora (czujnika), który reaguje na obecność analitów (eluatów), kolejno opuszczających kolumnę. Rejestrowany jest chromatogram w formie tzw. pików o różnym wzajemnym położeniu, wysokości i kształcie. Czas retencji umożliwia identyfikację związku chemicznego, a wielkość (powierzchnia) piku jest zależna od ilości tego związku w próbce.
Kształt piku (szerokość i stopień asymetrii) jest zależny m.in. od współczynników dyfuzji analitów w gazie nośnym i od cech procesów wymiany masy między fazą ruchomą i nieruchomą (np. typ izotermy adsorpcji lub rodzaj odchyleń od prawa Henry’ego).

## Rodzaj gazu nośnego
Gaz nośny powinien być jak najbardziej neutralny, to znaczy nie powinien:
- powodować reakcji detektora
- wchodzić w chemiczne reakcje ze składnikami badanej próbki i fazy stacjonarnej

W czasie przepływu gazu nośnego przez detektor rejestrowana jest linia podstawowa. Nie zawsze odpowiada ona zerowej wartości sygnałów detektora, np. w przypadkach stosowania gazu o niewystarczającej czystości, ale powinna być w ustalonych warunkach linią poziomą.
Drugi warunek nie zawsze jest spełniony w odniesieniu do powietrza oraz azotu i innych gazów zawierających tlen (dostarczanych w butlach ciśnieniowych). Dotyczy to zwłaszcza analiz wykonywanych w podwyższonych temperaturach, w których mogą zachodzić niepożądane reakcje utleniania analitów lub ciekłych faz stacjonarnych (zmniejsza to trwałość kolumn). Najczęściej stosowanymi gazami nośnymi są:
- hel
- argon
- wodór

W niektórych przypadkach (np. chromatograficzne rozdzielanie izotopów wodoru) stosuje się neon.

Zasada działania katarometru

W połowie XX w. powszechnie stosowany był wodór, jako gaz zapewniający najwyższą czułość katarometrów – detektorów przewodności cieplnej (termokonduktometrycznych). Wiąże się to z wartościami współczynników przewodności (λ·105), które dla Ar, N2, He i H2 w 273 K wynoszą, odpowiednio: 16,26, 23,74, 143,4 i 158,8 J/(cm·s·K). W przypadku stosowania wodoru mierzone elektryczne oporności elementów detektora (np. termistorów), chłodzonych strumieniem gazu nośnego i składnikami próbki, najbardziej się różnią. Ze względu na rygory bezpieczeństwa, dotyczące stosowania wybuchowego wodoru, jest on zastępowany droższym helem, o mniejszym współczynniku przewodnictwa.
Azot i argon mają dużo mniejsze przewodności cieplne niż H2 i He, co jest ich wadą w przypadku stosowania katarometrów (mniejsza czułość). Z punktu widzenia przebiegu chromatograficznego rozdzielania składników mieszanin zaletą tych gazów są mniejsze współczynniki dyfuzji rozdzielanych związków. Przesuwające się wzdłuż kolumny pasma mniej się rozmywają, dzięki czemu na chromatogramach częściej otrzymuje się wąskie, odrębne piki.
Tabela zawiera informacje, dotyczące gazów nośnych, które mogą być stosowane w przypadku używania różnych rodzajów detektorów.
| Detektor                                                             | Wodór | Hel | Argon | Azot | Powietrze |
| -------------------------------------------------------------------- | ----- | --- | ----- | ---- | --------- |
| FID (flame ionization detector), detektor płomieniowo-jonizacyjny    | +     | +   |       | +    |           |
| TCD (thermal conductivity detector), katarometr                      | +     | +   | +     | +    |           |
| ECD (electron capture detector), detektor wychwytu elektronów        |       | +   |       | +    |           |
| FPD (flame photometric detector), detektor płomieniowo-fotometryczny |       | +   |       |      |           |
| NPD (nitrogen–phosphorus detector)                                   | +     | +   | +     | +    |           |
| PID (photoionization detector), detektor fotojonizacyjny             |       | +   |       | +    | +         |
| HID (helium ionization detector)                                     |       | +   |       |      |           |
| DID (discharge ionisation detector)                                  |       | +   |       |      |           |

## Czystość gazu nośnego

Zależność poszczególnych wyrazów równania van Deemtera i ich sumy (H = HRPT) od prędkości gazu nośnego (u = V)
Kolor:
zielony – wyraz dyfuzji wirowej, A
czerwony – wyraz dyfuzji wzdłużnej, B/u
niebieski – wyraz oporów przenikania masy, C·u

Dane do wyznaczania izotermy adsorpcji „metodą profilu piku”
góra – dane poprawne, dół – dane niepoprawne (duży wpływ efektów dyfuzji w fazie gazowej)

Osiągany próg wykrywalności składników analizowanych próbek zależy od czystości gazu nośnego. W przypadku oznaczania stężeń z zakresu 0–1 ppm (ślady), należy stosować gazy nośne o najwyższej dostępnej czystości (poziom 99,999%). Możliwy jest zakup gazów o żądanej czystości, zależnej od typu stosowanego detektora i pożądanego poziomu wykrywalności składników próbki. W butlach ciśnieniowych, dostarczanych jako specjalne gazy do celów analizy chromatograficznej, azot, hel i argon mogą zawierać <0,01 ppm tlenu, <0,02 ppm wody i <0,1 ppm węglowodorów. Bardzo czyste gazy, na przykład wodór i powietrze syntetyczne do celów chromatograficznych, są też wytwarzane w laboratoriach z użyciem specjalistycznych generatorów.
W przypadku oznaczania stężeń większych od 1 ppm wymagania dotyczące czystości gazu nośnego nie są tak rygorystyczne. Tańsze gazy o mniejszej czystości oczyszcza się w laboratorium, przed ich wprowadzeniem do kolumny (np. osuszanie, odtlenianie, usuwanie węglowodorów). Stosowane są zwykle odtleniacze miedziowe lub palladowe oraz filtry adsorpcyjne, na przykład z sitami cząsteczkowymi lub żelem krzemionkowym. Sita usuwają, poza wodą, dwutlenki: węgla, siarki i azotu oraz chlorowodór. Filtry adsorpcyjne są okresowo regenerowane przez wygrzewanie (300–350 °C) przez kilka godzin w powolnym strumieniu gazu nośnego.

## Prędkość gazu nośnego
Przyjmuje się, że złożony proces wymywania analitów z kolumn chromatograficznych polega na ustalaniu się kolejnych stanów termodynamicznej równowagi między gazem (faza ruchoma) i fazą nieruchomą. Założenie to jest najlepiej spełniane wówczas, gdy prędkość gazu nośnego jest optymalna (uopt) – odpowiada minimalnej wysokości równoważnej półce teoretycznej HRPTmin. Zależność HRPT od prędkości gazu nośnego opisuje równanie van Deemtera. W praktyce analitycznej nie jest możliwe poszukiwanie optymalnego przepływu dla każdej z analizowanych próbek. Wykorzystywane są informacje zawarte z katalogach, które publikują producenci kolumn chromatograficznych. Są w nich zamieszczane przykładowe chromatogramy, zarejestrowane w zalecanych warunkach. Wśród sugerowanych parametrów podawana jest informacja o rodzaju i prędkości gazu nośnego.
W przypadku badań fizykochemicznych, wykonywanych np. metodą chromatografii inwersyjnej, celem nie jest rozdzielenie i identyfikacja składników badanych mieszanin. Do kolumny wprowadzane są znane związki w znanych ilościach. Celem badań jest ustalenie mechanizmów procesu lub właściwości fazy stacjonarnej. Badając charakter izoterm adsorpcji w określonym układzie adsorbent–adsorbat dąży się do tego, aby można było zaniedbać rolę dyfuzji badanego związku w fazie gazowej. W takiej sytuacji uznaje się, że asymetria piku jest konsekwencją odchyleń izotermy adsorpcji od przebiegu liniowego. Uzyskiwanie pików, które mają stromą linię wznoszenia się i rozciągniętą linię schodzenia („ogon”) wskazuje na izotermę typu I (np. izoterma Langmuira).
Spełnienie podstawowych warunków badań wymaga stosowania gazu nośnego, w którym współczynnik dyfuzji badanego adsorbatu jest jak najmniejszy. Stosuje się bardzo małe prędkości przepływu gazu. O małym udziale dyfuzji w gazie nośnym, świadczy pokrywanie się „ogonów” pików, otrzymywanych po iniekcjach próbek o różnej wielkości.

## Bezpieczeństwo pracy z gazami w butlach ciśnieniowych
Zasady bezpiecznej pracy z urządzeniami ciśnieniowymi są regulowane dyrektywami Unii Europejskiej:
- Dyrektywa Parlamentu Europejskiego i Rady 97/23/EC z dnia 29 maja 1997 ze sprawie jednolitych przepisów państw członkowskich dotyczących urządzeń ciśnieniowych (dyrektywa PED, Pressure Equipment Directive)
- dyrektywa Parlamentu Europejskiego i Rady 99/92/EC z 16 grudnia 1999 w sprawie minimalnych wymagań, mających na celu poprawę stanu bezpieczeństwa pracy i zdrowia pracowników potencjalnie narażonych na ryzyko spowodowane atmosferami wybuchowymi (dyrektywa ATEX, od atmosphere explosive)

W Polsce podstawowym aktem prawnym jest ustawa z dnia 26 czerwca 1974 – Kodeks pracy (Dz.U. z 1998 r., nr 21, poz. 94 z późn. zm.). Istnieją liczne ministerialne rozporządzenia wykonawcze i szczegółowe instrukcje postępowania z ciśnieniowymi butlami stalowymi, w tym z butlami do gazów przeznaczonych do chromatografii. Wymagany jest montaż (opcjonalny):
- odpowiednio wyposażonych tzw. szaf gazowych
- przewodów i połączeń stalowych lub miedzianych o odpowiedniej szczelności (10−9 MPa)
- wentylacji ogólnej i awaryjnej oraz stanowiskowych odciągów gazów
- elektrozaworów na pojemnikach gazów palnych w wykonaniu przeciwwybuchowym.

Upowszechnianiem tych zagadnień zajmuje się Centralny Instytut Ochrony Pracy.